# Сто франков «Сюлли»
Сто франков Сюлли  — французская банкнота, эскиз которой разработан 19 мая 1939 года и выпускалась Банком Франции с 13 августа 1940 до замены на банкноту сто франков Декарт.

## История
Банкнота относится к серии многоцветных банкнот, основной темой которых является исторические фигуры и области Франции, к которой относятся Двадцать франков Баярд и Пятьдесят франков Жак Кёр. Банкнота выпускалась Банком Франции с августа 1940 года по май 1942 года. Она была изъята из обращения и перестала быть законным платежным средством с 4 июня 1945.

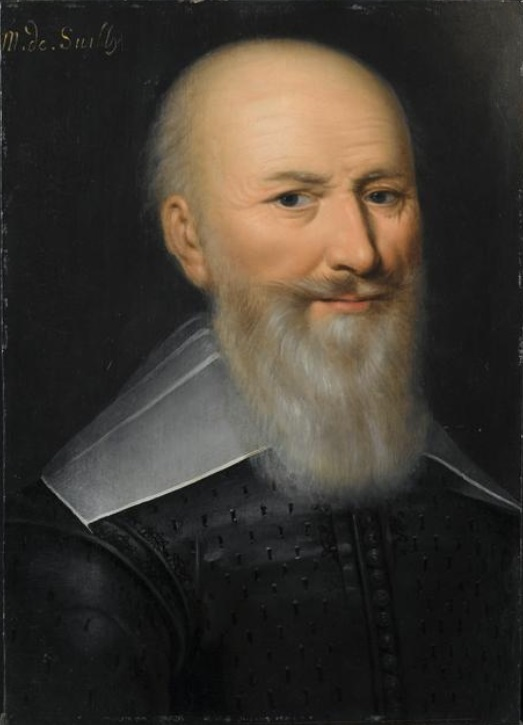
Портрет Максимильена де Бетюн Сюлли

## Описание
Авторами банкноты стали художник Люсьен Йонас и гравёр Эрнест Пьер Делош. Водяные знаки разработал Эрнест Флориан. Доминирующими цветами банкноты являются коричневый и серый.
Слева на переднем плане, портрет женщины в лавровом венке, которая символизирует Францию, справа изображён ребёнок. Женщина и ребёнок держат в руках медальон обрамлённый гроздями винограда (который является водяным знаком). Фоном банкноты является остров Сите, изображённый с высоты птичьего полета.
На реверсе изображён Максимильен де Бетюн Сюлли со свитком в руке. На свитке имеется надпись, на старо-французском языке, «пахота и уборка урожая являются двумя кормилицами(mamelles) Франции». Фон банкноты — сцены из крестьянской жизни. На заднем плане, замок Сюлли-сюр-Луар, который Максимильен де Бетюн Сюлли, министр Генриха IV купил в 1602 году.
Водяной знак головы Меркурия и Цереры.
Размеры банкноты составляют 178 мм х 90 мм